# Рыночный фундаментализм
Рыночный фундаментализм, или фундаментализм свободного рынка — термин, который описывает твёрдую веру в способность принципа невмешательства или свободного рынка решать большинство экономических и социальных проблем.

## Обзор
Критики принципа невмешательства использовали этот термин для обозначения ошибочного, с их точки зрения, убеждения, что свободные рынки обеспечивают максимально возможное процветание и равенство, и что любое вмешательство в рыночный процесс понижает общественное благосостояние. Термин часто используют сторонники экономического вмешательства, смешанной экономики и протекционизма, а также миллиардеры, такие, как Джордж Сорос, экономисты, такие, как лауреаты Нобелевской премии по экономике Джозеф Стиглиц, Пол Кругман и историк Корнеллского университета Эдвард Баптист (англ.). Джордж Сорос предполагает, что рыночный фундаментализм включает в себя убеждение, что наилучшие результаты в данном обществе достигаются тогда, когда общество позволяет своим членам преследовать собственные финансовые интересы без каких-либо ограничений или контроля. Критики явления утверждают, что в современном обществе с господством транснациональных корпораций и просто крупных компаний у человека нет защиты от мошенничества или вреда, причинённого продуктами, которые максимизируют прибыль, перекладывая издержки как на индивидуального потребителя, так и на общество в целом.
По мнению экономиста Джона Куиггина, стандартом экономической фундаменталистской риторики являются догматические утверждения в сочетании с утверждением, что любой, кто придерживается противоположных взглядов, не является настоящим экономистом.
Рыночный фундаментализм становится господствующей идеей в мировой экономической политике в конце 1970-х годов, что выразилось в приходе к власти Маргарет Тэтчер в Великобритании и Рональда Рейгана в США. Преобладающая тенденция этого процесса — международная конкуренция за капитал, которая сложилась в результате нефтяных кризисов 1973-го и 1980-го годов, и создание офшорного рынка европейских валют.